# Gerstaeckerella chilensis
Gerstaeckerella chilensis är en insektsart som först beskrevs av Hagen 1859.  Gerstaeckerella chilensis ingår i släktet Gerstaeckerella och familjen fångsländor. Inga underarter finns listade i Catalogue of Life.